# Семеак
Семеа́к (фр. Séméac, окс. Semiac) — коммуна во Франции, находится в регионе Юг — Пиренеи. Департамент — Верхние Пиренеи. Административный центр кантона Семеак. Округ коммуны — Тарб.
Код INSEE коммуны — 65417.

## География

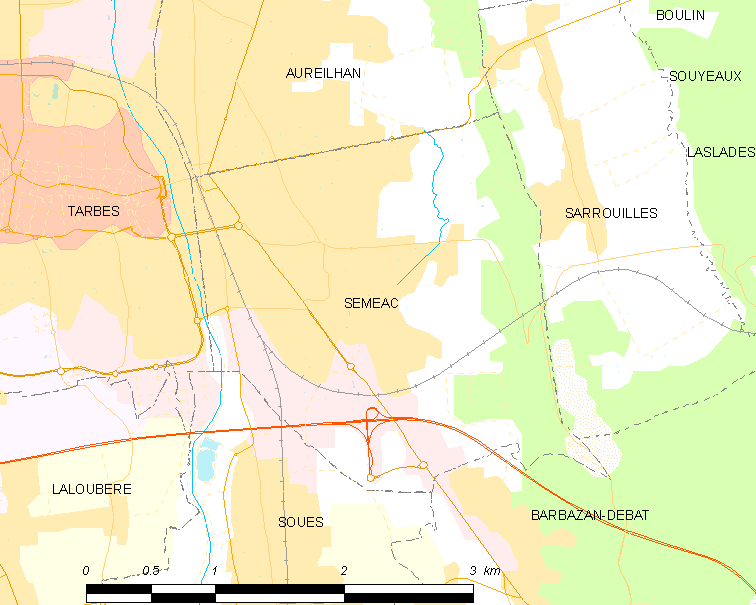
Карта коммуны

Коммуна расположена приблизительно в 650 км к югу от Парижа, в 120 км западнее Тулузы, в 3 км к востоку от Тарба.
Коммуна расположена в местности Бигорр. По территории коммуны протекает река Адур и проходит канал Аларик.

## Климат
Климат умеренно-океанический с солнечной тёплой погодой и обильными осадками на протяжении практически всего года.

## Население
Население коммуны на 2010 год составляло 4679 человек.
| 1962 | 1968 | 1975 | 1982 | 1990 | 1999 | 2010 |
| ---- | ---- | ---- | ---- | ---- | ---- | ---- |
| 4589 | 5122 | 5158 | 5012 | 4428 | 4760 | 4679 |

## Администрация
| Период | Период | Фамилия         | Партия                  | Примечания                           |
| ------ | ------ | --------------- | ----------------------- | ------------------------------------ |
| 1947   | 1985   | Андре Ногес     | Социалистическая партия | член генерального совета (1973—1988) |
| 1985   | 2010   | Ги Дюфор        | Социалистическая партия | член генерального совета (с 1988)    |
| 2010   | 2020   | Женевьева Иссон | Социалистическая партия |                                      |

## Экономика
В 2010 году среди 2817 человек трудоспособного возраста (15-64 лет) 2006 были экономически активными, 811 — неактивными (показатель активности — 71,2 %, в 1999 году было 69,3 %). Из 2006 активных жителей работали 1767 человек (885 мужчин и 882 женщины), безработных было 239 (125 мужчин и 114 женщин). Среди 811 неактивных 265 человек были учениками или студентами, 350 — пенсионерами, 196 были неактивными по другим причинам.

## Достопримечательности
- Церковь Успения Божьей Матери (XIII век)